# 魯文傑
魯文傑（英語：Simon Lo Man Kit，1972年5月5日—），香港男演員，前香港無綫電視及香港電視網絡合約藝員，及三號排練室劇團團員。

## 背景
魯文傑在香港出生；中學就讀樂善堂顧超文中學，1996年畢業於香港演藝學院戲劇學院。魯文傑曾是香港兒童節目閃電傳真機主持人，另担任1994年TVB兒童節大使。魯文傑在1992年亦曾拍攝一輯維他奶飲品廣告，當時更前往美國三藩市實地取景。
魯文傑曾於1997年的《鑑證實錄》擔當曾家喬一角，當時演主角的弟弟、戲份還算頗多，在《迷離檔案》、《鑑證實錄II》都演主角弟弟的角色，本來以為會慢慢朝一線男主角進軍，沒想到後來戲份越來越少，從二線男主角慢慢變成重要的甘草演員。但他在話劇界的發展較電視媒體好，曾經憑《藍月亮》、《野鴨》及《大顛世界》獲提名香港舞台劇獎最佳男配角及最佳男主角，並於2008年憑糊塗戲班的《爆谷殺人狂》獲得香港舞台劇獎最佳男配角（喜劇／鬧劇）。2007年，魯文傑更初次自編自導自演《看更》一劇；2009年4月重演，同時邀得湯盈盈擔任女主角。
現時，他是香港話劇團戲劇課程導師及海洋公園合約節目經理，2021年擔任節目《童你一起長大了》嘉賓。

## 演出作品
*以下列表只記錄魯文傑演出過的影視作品，若有遺漏，請協助補充相關資料。

### 電視劇（無綫電視）
| 首播   | 節目名稱           | 角色             | 備註               |
| 1997年 | 迷離檔案           | 文嘉浩           | 《輪迴》單元主人翁 |
| 1997年 | 鑑證實錄           | 曾家喬           |                    |
| 1998年 | 網上有情人         | 郭浩南           |                    |
| 1998年 | 廉政行動1998       | 周紹南           | 單元四             |
| 1999年 | 鑑證實錄II         | 曾家喬           |                    |
| 1999年 | 刑事偵緝檔案IV     | 馬力             |                    |
| 2000年 | 緣份無邊界         | 金吉             |                    |
| 2000年 | 廟街·媽·兄弟       | 郭家輝           |                    |
| 2001年 | 婚前昏後           | 羅金寶           |                    |
| 2002年 | 無考不成冤家       | 士巴拿           |                    |
| 2002年 | 蕭十一郎           | 法淨             |                    |
| 2002年 | 再生緣             | 鲁智双           |                    |
| 2003年 | 十萬噸情緣         | 何國基           |                    |
| 2003年 | 金牌冰人           | 唐文笙           |                    |
| 2003年 | 衝上雲霄           | 朱潤田           |                    |
| 2003年 | 西關大少           | Peter            | 第20集             |
| 2003年 | 皆大歡喜           | 健               | 第162集            |
| 2005年 | 甜孫爺爺           | 電視台節目主持   |                    |
| 2005年 | 酒店風雲           | 趙信明           |                    |
| 2006年 | 施公奇案           | 陳明             |                    |
| 2006年 | 謎情家族           | 傻子             |                    |
| 2006年 | 法證先鋒           | 張家樂           |                    |
| 2006年 | 鳳凰四重奏         | 亞坤、酒客       |                    |
| 2006年 | 刑事情報科         | 酒客             |                    |
| 2007年 | 十兄弟             | 光師兄           |                    |
| 2007年 | 師奶兵團           | Peter            |                    |
| 2007年 | 歲月風雲           | 鋼鐵廠員工       |                    |
| 2007年 | 奸人堅             | 方有成           |                    |
| 2007年 | 兩妻時代           | 蛋散             |                    |
| 2008年 | 原來愛上賊         | 司機             |                    |
| 2008年 | 少年四大名捕       | 金國世子         |                    |
| 2009年 | 老婆大人II         | 亞貓             |                    |
| 2009年 | 學警狙擊           | 克               |                    |
| 2009年 | 大冬瓜             | 金有福           |                    |
| 2009年 | 桌球天王           | 靳曉高           |                    |
| 2009年 | 畢打自己人         | Nothing哥、Ken哥 |                    |
| 2010年 | 鐵馬尋橋           | 陳博文           |                    |
| 2010年 | 搜下留情           | 吳仲健           |                    |
| 2010年 | 飛女正傳           | 周大茂           |                    |
| 2010年 | 掌上明珠           | 阿元             |                    |
| 2010年 | 巾幗梟雄之義海豪情 | 車永平           |                    |
| 2010年 | 依家有喜           | 魯連傑           |                    |
| 2011年 | 誰家灶頭無煙火     | Peter            |                    |
| 2011年 | 法證先鋒III        | 王頌安           |                    |
| 2012年 | On Call 36小時     | 林樹森           |                    |
| 2012年 | 東西宮略           | 夏送秋           |                    |
| 2012年 | 當旺爸爸           | 黃達雄           |                    |
| 2012年 | 造王者             | 方良、張東、張發 |                    |
| 2012年 | 巴不得媽媽...      | 范禮金           |                    |
| 2012年 | 我外母唔係人       | 雷震子           |                    |
| 2013年 | 神探高倫布         | 王志雄           |                    |
| 2013年 | 凶城計中計         | 村民             |                    |
| 2017年 | 使徒行者2          | 日本餐廳老闆     |                    |

### 電視劇（香港電視網絡）
| 首播   | 節目名稱       | 角色   | 備註  |
| 2014年 | 選戰           | 連志遠 |       |
| 2014年 | 來生不做香港人 | 堅     |       |
| 2015年 | 我阿媽係黑玫瑰 | 史公子 | 第7集 |
| 2015年 | 導火新聞線     | 黎克儉 |       |

### 電視劇（其他）
| 首播   | 節目名稱          | 角色       | 備註             |
| 2016年 | 三一如三          | 鍾友       | 第5至6集、ViuTV  |
| 2018年 | 守護神之保險調查  | 阿榮       | 邵氏兄弟         |
| 2018年 | 身後事務所        | 大蝦       | 第9至10集、ViuTV |
| 2023年 | 法與情            | 蔣萬山     | ViuTV            |
| 2024年 | 飛黃騰達 (電視劇) | 古天揚     | ViuTV            |
| 2024年 | 十七年命運週期    | 陶嘉鞱父親 | ViuTV            |

### 電影
- 1993年：搶錢夫妻
- 1994年：清官難審（與金超群、何家勁、周慧敏合演）
- 1994年：青春火花

### 舞台劇
- 香港演藝學院《聖女貞德》
- 香港演藝學院《秋城故事》
- 香港演藝學院《夢斷城西》
- 香港演藝學院《第十二夜》
- 香港演藝學院《片片謊言夢裡尋》
- 香港演藝學院《無政府主義者的意外死亡》
- 香港演藝學院《藍月亮》[6]
- 香港演藝學院《物理學家》
- 觀塘劇團《扭計情殺案》
- 赫墾坊劇團《龍情化不開》
- 劇場組合《大小不良》
- 演戲家族《人盡．訶夫》
- 演戲家族《蛋散與豬扒-地盤工人札記之純屬意外》
- 演戲家族《一屋寶貝》三度公演
- 劇場工作室《愛上愛上誰人的新娘》
- 香港戲劇協會《麻煩家姊妹花》
- 香港戲劇協會《大建築師》
- 香港戲劇協會《承受清風》
- 無人地帶《活在背叛愛的時代》
- 同流工作坊《脫色》
- 香港藝術節《竹取物語》
- 毛俊輝實驗劇場《跟住嗰靚妹氹氹轉》
- 《情場響尾蛇》
- 香港戲劇協會《野鴨》（2006） [6]
- 糊塗戲班《爆谷殺人狂》（2007） [6]
- 《看更》（2007年，自編自導自演）
- 香港戲劇協會《大顛世界》（2008年，與唐寧等演員合演）[6]
- 《看更》（2009年4月，重演，與湯盈盈等演員合演
- 香港藝術節《情話紫釵》
- 一條褲製作《黃面佬》（2016）
- 一條褲製作《讀癮起演讀劇場》《大師的陰影--布萊希特背後的男與女》（2019）
- 今晚打老虎（2020）
- 一條褲製作《撒旦狂筆》（2023）

### 節目主持（無綫電視）
- 1993-1997年：閃電傳真機[6]
- 1994年：TVB兒童節大使
- 1996年: 發發發，發到飛起
- 1997年：東瀛搵食寶鑑（與彭子晴共同主持）；康泰玩玩玩，反斗遊樂場
- 1997-1998年：為食開心果II
- 1999年：港玩港食講著數
- 1999年：康泰最緊要好玩 南京、揚州旅遊新FUN點
- 1999年：康泰最緊要好玩 無錫、蘇州旅遊新FUN點
- 2001年：永安旅遊話你知：點解澳洲咁好玩
- 2002年：星晨旅遊廣東真程趣

## 廣告
- 1992年：維他奶《留學》篇   [6]